# Constantin Orhei
Constantin Orhei (n. 6 august 1934) a fost un deputat român în legislatura 1990-1992, ales în județul Iași pe listele partidului FSN. În cadrul activității sale parlamentare, Constantin Orhei a fost membru în grupurile parlamentare de prietenie cu Canada, Republica Argentina și Republica Coreea.